# ルートヴィヒ・ベック
ルートヴィヒ・アウグスト・テオドール・ベック（Ludwig August Theodor Beck, 1880年6月29日 - 1944年7月21日）は、ドイツの陸軍軍人。最終階級は陸軍上級大将。陸軍参謀総長を務めた。第二次大戦中の1944年7月20日に中心人物としてヒトラー暗殺未遂事件を起こすが、失敗して自殺した。
1935年から陸軍参謀総長を務めたベックは、次第にヒトラーの攻撃的な外交政策に反対するようになり、意見の相違からベックは、1938年8月に参謀総長を辞任した。それ以来ベックは、ヒトラーとナチ党組織の両方を政府から排除する必要があると考えるようになった。ベックはヒトラーに対する陰謀の主要な指導者となり、7月20日の計画が成功すれば、新生ドイツの国家元首になるはずであった。しかし、この計画は失敗に終わり、ベックは逮捕された。ベックは自殺を試みたが失敗し、射殺された。

## 経歴

### 第一次世界大戦

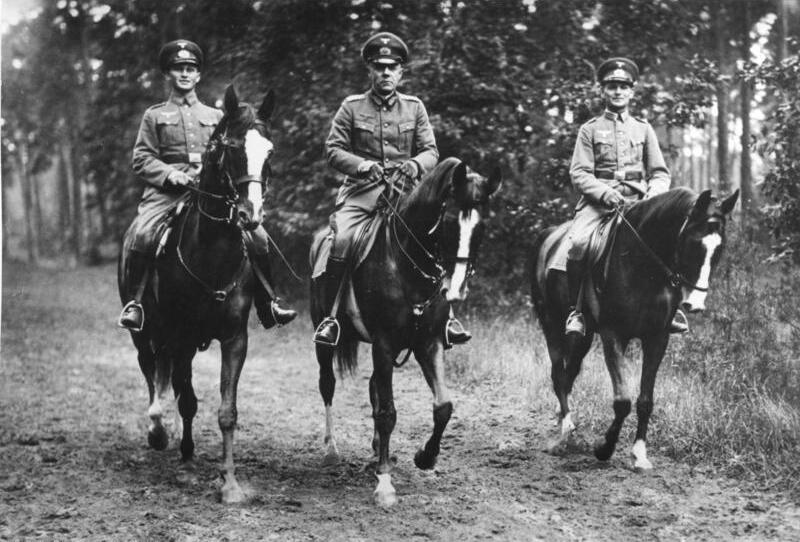
乗馬中のベック（中央の人物、1936年）

ライン河畔のヘッセン大公国ビーブリヒで、由緒ある軍人の家に生まれた。アビトゥーア合格後の1898年にドイツ帝国陸軍に入営。第一次世界大戦には参謀将校として西部戦線に従軍した。
戦後、ヴァイマル共和国の陸軍に残り、さまざまな幕僚や指揮官の任に就いた。1931年と1932年には、1933年にはヴェルサイユ条約が禁止する参謀本部機能の偽装である兵務局で、ドイツ陸軍作戦マニュアル『Truppenführung』を出版する陸軍作家のグループを率いた 。
第1節は1933年に、第2節は1934年に公布された。現在も、ドイツ連邦軍では修正版が使用されている。1932年に中将に昇進し、1934年には、ヴィルヘルム・アダム将軍の後任として兵務局長に就任。

### ウルム国軍事件
1930年9月と10月、ベックはライプツィヒで行われた国軍将校3名（リヒャルト・シェリンガー中尉、ハンス・フリードリヒ・ヴェント、ハンス・ルディン）の裁判において、主要検察側証人の一人であった。3人はナチ党員だったが、軍人は政党活動を禁じられていたとして起訴された。3人の将校は党員であることを認め、ナチ党員であることは軍人には禁止されるべきではないと弁明した。3人の将校が軍の基地でナチスの文献を配布しているところを現行犯で逮捕されたとき、3人の将校が所属していたウルム第5砲兵の当時連隊長だったベックは激怒し、ナチ党は善のための力であり、軍人の党員資格は禁止されるべきではないと主張した。予備審問では、ベックが3人の将校の代理人として発言した 。
ルディンとシェリンガーのライプチヒの裁判において、ベックは被告人の人格の良さを証言し、ナチ党をドイツ生活における前向きな力であると述べ、ナチ党員に対する国軍の禁止令を取り消すべきだとの信念を表明した。シェリンガー中尉が将来の戦争について、ナチ党と国軍が兄弟として手を取り合い、ヴェルサイユ条約を破棄する「解放戦争」を行うと語ったとき、ベックはシェリンガーを支持した。
ジョン・ウィーラー＝ベネット卿などの歴史家は、ベックがハンス・フォン・ゼークトの「指導者の軍隊」（Führerarmee）の原則を意図的に歪曲し、それを政治に適用しようとしたことを指摘している。

### 参謀総長
1933年、ナチ党の権力掌握を目の当たりにしたベックはそれを二つ返事で迎えた。
1934年8月、パウル・フォン・ヒンデンブルク大統領の死によって、ヒトラーは大統領の権限を吸収し総統となり、国軍最高司令官の地位を引き継いだ。ベックはヒトラーの最高司令官着任が国軍にとって有利に進むと記した。
1935年に総統ヒトラーがヴェルサイユ条約の軍事条項破棄を宣言した後、晴れて伝統ある参謀総長を名乗ることになる。以後参謀総長として新生ドイツ陸軍の建設に邁進する。ベックは装甲部隊の開発を奨励したが、ハインツ・グデーリアンなどのパンツァー戦の支持者が望む程度にはならなかった。ベックは、ドイツの軍事力を1919年以前の水準に回復させることが極めて重要であると考えていた。1933年後半から、彼はヒトラーが考えた以上の軍事費の水準を提唱した。ドイツの再軍備が十分に完了すれば、ベックはドイツが戦争を行うべきだと考え、ドイツをヨーロッパの最重要国とし、中央および東ヨーロッパのすべてをドイツの影響圏に位置づけるべきだと主張した。

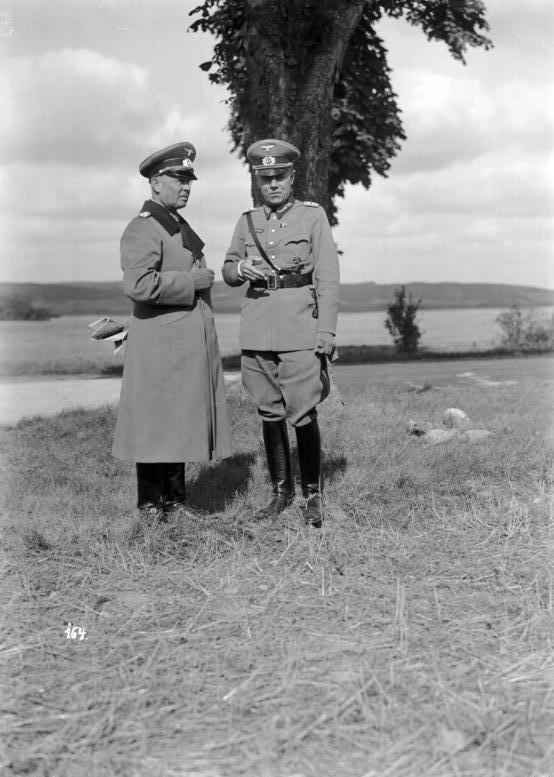
ルートヴィヒ・ベック (右)と
ヴェルナー・フォン・フリッチュ (左) （1937年）

参謀総長として、ベックはベルリン郊外のリヒターフェルデの質素な家に住み、毎日9時から19時まで勤務していた。参謀総長として、ベックはその知性と労働倫理で広く尊敬されていたが、しばしば他の将校から、管理上の詳細に関心が高すぎるという批判を受けた。ベックの参謀本部の役割に関する見解では、国防大臣は単なる事務的機能を果たしており、参謀総長は帝国指導部に直接助言できるべきであった。この見解に対し、国防大臣ヴェルナー・フォン・ブロムベルクはベックに反発した。
1936年、ベックはラインラント進駐において、フランスの反応を恐れたブロムベルクに対抗してヒトラーを強く支持し、同地帯の再武装を推進した。1937年後半から1938年初頭にかけて、ベックはドイツ軍の階層における参謀本部の地位と重要性について他の将校と対立を深め、すべての重要事項決定を参謀本部に移すことを望んだ。
1937年5月、ベックは、ドイツのオーストリア侵攻計画の実行命令（フォール・オットー）を作成するよう命じられた。1938年2月から3月のアンシュルスの間、ベックは、ドイツのオーストリアに対する侵略によって世界大戦が起こらないことを確信して、フォール・オットーの命令を迅速に作成した。ベックの戦争概念では、戦争が限定的であり、ドイツが十分な力を持ち、十分な力を持つ同盟国がいれば、ドイツを大国に回復させるために必要なことであった。
軍事テクノクラートとして、当時のドイツの軍事力ではイギリス・フランスなどを相手に戦った場合に勝算の無いことを見越し、ヒトラーの威圧的な外交政策に懐疑的であった。ドイツを大戦前の強国に戻すために、ヒトラーが主張するチェコスロバキアに対する攻撃自体には反対していなかったが、少なくとも1940年以前は無理とみていた。
1938年、ヒトラーの計画通りに、チェコ国内に少数民族として生活するドイツ系住民の民族自決に関わるズデーテン問題が先鋭化したとき、ベックら一部の陸軍将官は、ヒトラーがチェコ侵攻を命じた場合、戦争を回避するためにヒトラーを逮捕するクーデター計画を準備していた。しかし英仏両国が外交的譲歩をしたためチェコ侵攻命令は出されず、この計画は実行されなかった。
ベックはヒトラーが行ったブロンベルク国防相らの更迭に不満を持ち、既に1938年8月に参謀総長職の辞表を提出、第1軍司令官を拝命した直後の同年10月に退役し、以後軍務に戻る事はなかった。

### 抵抗運動と死

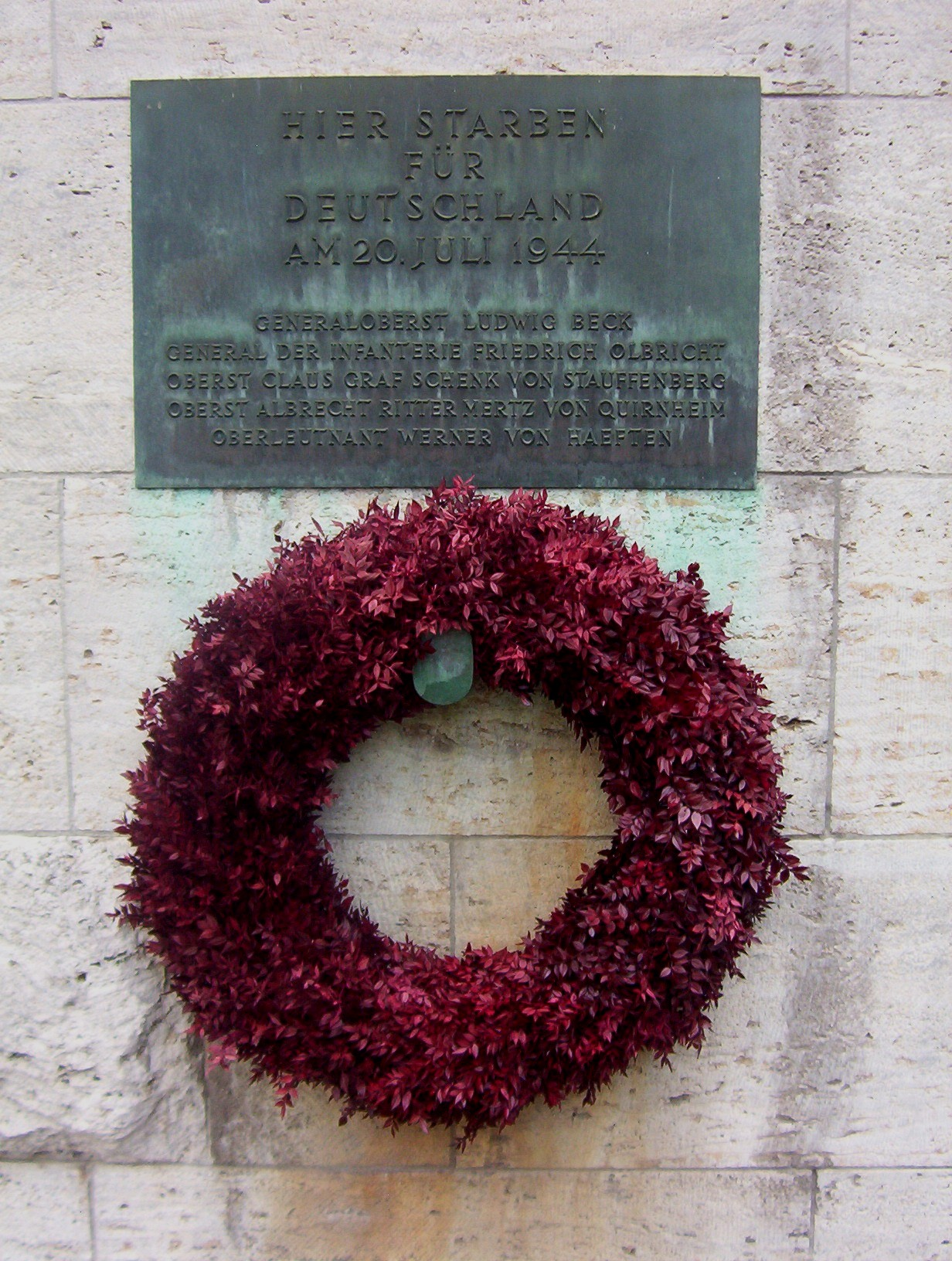
ヒトラー暗殺未遂事件の実行者の最期の地にある記念碑（ベルリン・ベンドラーブロック）

間もなく第二次世界大戦が勃発。ベックの予測と異なりドイツ軍は最初は快進撃を続けたものの、結局は劣勢になり敗戦は避けられない見通しになった。既にベックは退役していたものの、カール・ゲルデラーと共に反ヒトラー抵抗運動の中心人物となっていた。ただし今日では、ベックの批判の対象はヒトラーの軍事・外交指導の誤りであって、独裁体制そのものではなかったとみなされている。
数度にわたりヒトラー暗殺計画と新政府樹立が立案されていたが、その中では成功の暁にはベックが「大統領」として国家元首に就任し、首相就任が予定されたゲルデラーと共に、ドイツを破滅から救うために連合国と停戦交渉をすることになっていた。
1944年7月20日、クラウス・フォン・シュタウフェンベルク大佐により爆弾による暗殺・クーデター作戦が実行されたが、失敗に終わった。ベックはベルリンで逮捕され、フリードリヒ・フロム将軍の黙認を得て自殺する機会を与えられたが、ピストル自殺に失敗し重傷を負った。フロムの命を受けた部下によりとどめの一発を受け、ベックは拷問や不当かつ不名誉な裁判といったナチスの非道な報復を避けることが出来た。

## 評価
参謀総長時代にはハインツ・グデーリアンの戦車部隊の集中運用に懐疑的で、ベックは古い型の将軍であったとも評される。一方では1936年初頭には戦車部隊における対戦車攻撃力の重視や戦車部隊の集中投入、攻撃的な運用が可能な完全自動車化師団の設立を支持する報告書も書いており、先進的な部分も見受けられる。彼の悪評にはグデーリアンと保守的な参謀本部将校の間で板挟みになってしまった結果という面もあると思われる。
ベックはあくまで軍人であり、その政治姿勢は決して民主主義的でも平和主義的でもなかったが、ナチス体制下においてヒトラーに抵抗した人物として、今日のドイツでは高い評価を受けている。

## 栄典

### 外国勲章
- 1937年11月8日 - 勲一等瑞宝章[12]

## 文献
- 清水多吉・石津朋之編『クラウゼヴィッツと「戦争論」』彩流社　2008年。

（ベックの戦略論についての言及を含む。ベックの軍事戦略思想についてクラウゼヴィッツとの共通性を論じている）
- Wheeler-Bennett, John (1967), The Nemesis of Power: The German Army In Politics, 1918–1945, London: Macmillan
- May, Ernst (2000), Strange Victory, New York: Hill & Wang
- Murray, Williamson (1984), The Change in the European Balance of Power, 1938–1939 The Path to Ruin, Princeton: Princeton University Press, ISBN 978-0-691-05413-1
- Müller, Klaus-Jürgen (1985), “The Structure and Nature of the National Conservative Opposition in Germany up to 1940”, in Koch, H. W., Aspects of the Third Reich, London: Macmillan, pp. 133–178, ISBN 978-0-333-35272-4
- Müller, Klaus-Jürgen (1983), “The German Military Opposition before the Second World War”, in Mommsen, Wolfgang; Lettenacke, Lothar, The Fascist Challenge and the Policy of Appeasement, London: George Allen & Unwin, pp. 61–75, ISBN 978-0-04-940068-9
- Weinberg, Gerhard (1980), The Foreign Policy of Hitler's Germany Starting World War II, Chicago: University of Chicago Press, ISBN 978-0-226-88511-7
- Wheeler-Bennett, John (1967), The Nemesis of Power: The German Army In Politics, 1918–1945, London: Macmillan